# Бывшие посёлки городского типа Карелии
Бывшие посёлки городского типа Карелии — посёлки городского типа (рабочие и дачные), потерявшие этот статус в связи с административно-территориальными преобразованиями.

## А
- Амбарный — пгт с 1956 года. Преобразован в сельский населённый пункт в 1991 году.

## Б
- Боровой — пгт с 1969 года. Преобразован в сельский населённый пункт в 1991 году.

## В
- Валаам — пгт с 1946 года. Преобразован в сельский населённый пункт в 1991 году.
- Вирандозеро — пгт с 1950 года. Преобразован в сельский населённый пункт в 1991 году.

## Г
- Гирвас — пгт с 1950 года. Преобразован в сельский населённый пункт в 1991 году.

## Д
- Деревянка — пгт с 1951 года. Преобразован в сельский населённый пункт в 1991 году.

## И
- Идель — пгт с 1943 года. Преобразован в сельский населённый пункт в 1991 году.
- Ильинский — пгт с 1962 года. Преобразован в сельский населённый пункт в 1991 году.
- Импилахти — пгт с 1944 года. Преобразован в сельский населённый пункт в 1991 году.

## К
- Кереть — пгт с 1956 года. Преобразован в сельский населённый пункт в 1969 году.
- Кестеньга — пгт с 1956 года. Преобразован в сельский населённый пункт в 1991 году.
- Кондопога — пгт с 1932 года. Преобразован в город в 1938 году.
- Костомукша — пгт с 1977 года. Преобразован в город в 1983 году.
- Кривой Порог — пгт с 1988 года. Преобразован в сельский населённый пункт в 1991 году.

## Л
- Ладва — пгт с 1956 года. Преобразован в сельский населённый пункт в 1991 году.
- Ладва-Ветка — пгт с 1951 года. Преобразован в сельский населённый пункт в 1991 году.
- Ледмозеро — пгт с 1976 года. Преобразован в сельский населённый пункт в 1991 году.
- Летнереченский — пгт с 1943 года. Преобразован в сельский населённый пункт в 1991 году.
- Ляскеля — пгт с 1940 года. Преобразован в сельский населённый пункт в 1991 году.

## М
- Маленьга — пгт с 1950 года. Преобразован в сельский населённый пункт в 1991 году.
- Медвежья Гора — пгт с 1929 года. Преобразован в город Медвежьегорск в 1938 году.
- Мелиоративный — пгт с 1986 года. Преобразован в сельский населённый пункт в 1991 году.

## Н
- Найстенъярви — пгт с 1958 года. Преобразован в сельский населённый пункт в 1991 году.

## П
- Пай — пгт с 1951 года. Преобразован в сельский населённый пункт в 1991 году.
- Поросозеро — пгт с 1957 года. Преобразован в сельский населённый пункт в 1996 году.
- Пяжиева Сельга — пгт с 1951 года. Преобразован в сельский населённый пункт в 1969 году.
- Пяльма — пгт с 1956 года. Преобразован в сельский населённый пункт в 1991 году.

## Р
- Рабочеостровск — пгт с 1933 года. Преобразован в сельский населённый пункт в 1991 году.

## С
- Салми — пгт с 1940 года. Преобразован в сельский населённый пункт в 1991 году.
- Соломенное — пгт с 1934 года. Включён в состав города Петрозаводск в 1977 году.
- Сосновец — пгт с 1949 года. Преобразован в сельский населённый пункт в 1991 году.
- Суккозеро — пгт с 1962 года. Преобразован в сельский населённый пункт в 1991 году.

## Х
- Харлу — пгт с 1940 года. Преобразован в сельский населённый пункт в 1991 году.
- Хетоламбина (Хито-Ламбина) — пгт с 1952 года. Преобразован в сельский населённый пункт в 1960 году.

## Ч
- Чална — пгт с 1950 года. Преобразован в сельский населённый пункт в 1995 году.
- Чёрный Порог — пгт с 1972 года. Преобразован в сельский населённый пункт в 1991 году.
- Чкаловский — пгт с 1969 года. Преобразован в сельский населённый пункт в 1991 году.

## Ш
- Шальский — пгт с 1946 года. Преобразован в сельский населённый пункт в 1991 году.
- Шуя — пгт с 1956 года. Преобразован в сельский населённый пункт в 1991 году.

## Э
- Элисенваара — пгт с 1946 года. Преобразован в сельский населённый пункт в 1991 году.

## Ю
- Юма — пгт с 1951 года. Упразднён в конце 1980-х[1].